# Lago Nicaragua
Il lago Nicaragua, Mar dulce, o Cocibolca (dal Lingua nahuatl Cōātlpolcan, "luogo del grande serpente") è un lago situato nella nazione omonima; con 8 264 km² è il maggiore del Paese, secondo per superficie al solo Titicaca nell'intera America Latina.
È un bacino lacustre che ospita una specie di pescecane, lo squalo leuca (Carcharhinus leucas), nonché il pesce sega.
Il fiume San Juan è il suo solo emissario, che sfocia dopo circa 190 km nel mar dei Caraibi, mentre l’immissario principale è il rio Tipitapa, che lo collega al lago di Managua. Lungo la sua sponda si trovano la città di Granada e il vulcano Mombacho.
Il lago contiene più di quattrocento tra isole e isolette, tra cui le due maggiori sono Ometepe e Zapatera. Nella prima sono presenti due vulcani: il Concepción, ancora attivo, e il Maderas, che invece appare spento da diversi secoli. Da segnalare infine la presenza dell'arcipelago delle Solentiname.
Il bacino è interamente compreso nel territorio del Nicaragua, tuttavia la sua sponda meridionale si trova vicinissima al confine con la Costa Rica; in pratica, la separazione è costituita da una sottile lingua di terra.